# 찰스 시모니

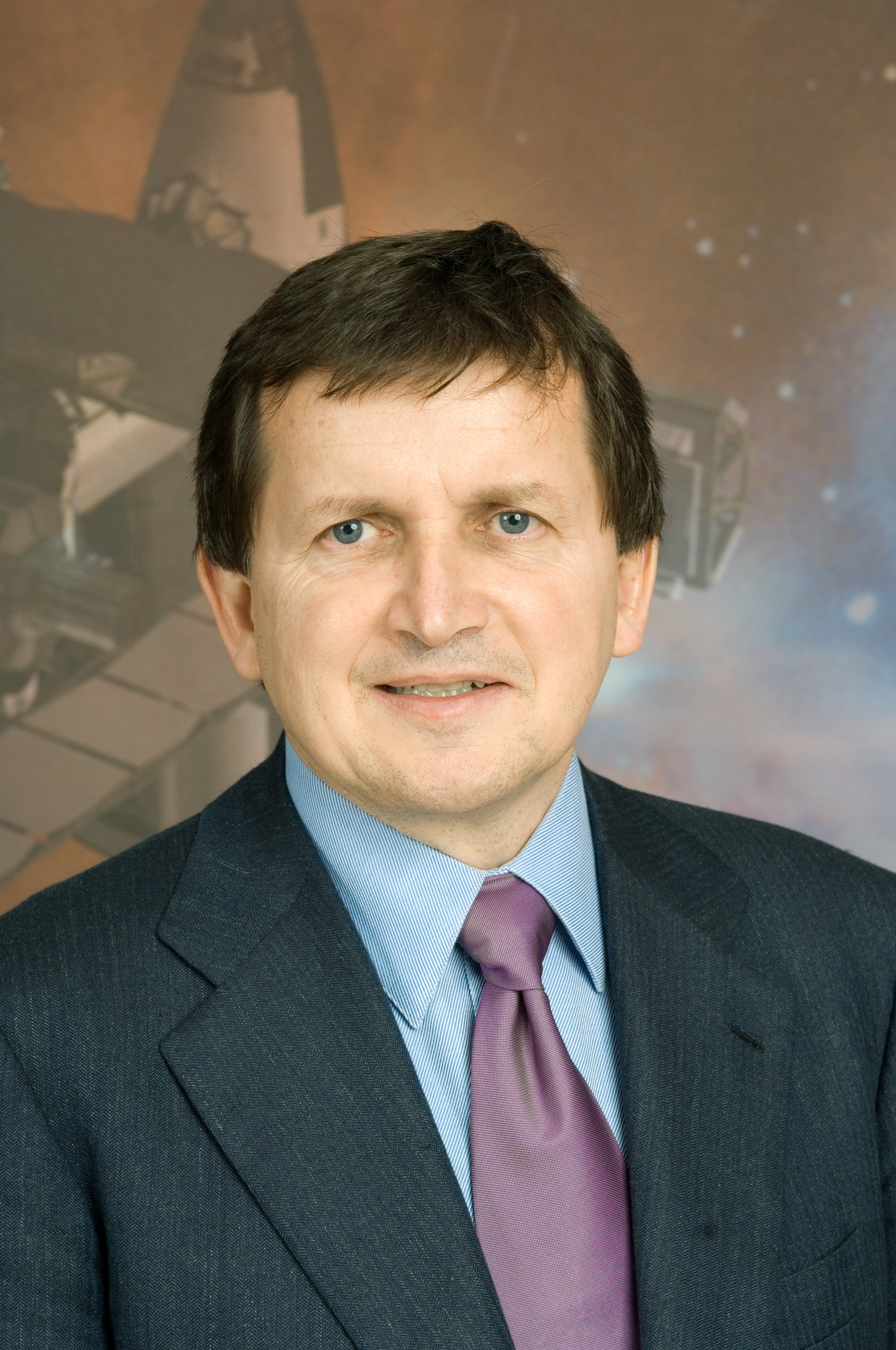
찰스 시모니

찰스 시모니(영어: Charles Simonyi, 헝가리어: Simonyi Károly 시모니 커로이[*], 1948년 9월 10일 ~ )는 헝가리 부다페스트 태생으로 미국에서 소프트웨어 아키텍트로 활동한 프로그래머이다. 인텐셔널 소프트웨어의 사장 겸 최고 경영자를 역임하였다. 2007년 3월 시점으로 순자산은 10억 달러에 달한다.
2007년 4월 7일, 러시아 우주선 소유즈 TMA-10으로 국제 우주 정거장 (ISS)에서 숙박 후 귀환했다. 따라서 ISS를 방문한 다섯 번째 민간 우주 여행자가 되었다. 또한 헝가리인으로는 두 번째 우주비행사이기도 하다. 2009년 3월 26일에도 소유즈 TMA-14로, 두 번째 우주 여행을 하고 2번의 우주 여행을 경험한 유일한 인물이 되었다.

## 같이 보기
- 헝가리안 표기법